# The Boys (televisieserie)
The Boys (Nederlands: De Jongens) is een Amerikaanse televisieserie gemaakt door Eric Kripke voor de streamingdienst Amazon Prime. De superheldenreeks is gebaseerd op de gelijknamige comic van Garth Ennis en Darick Robertson. Het eerste seizoen werd uitgebracht op 26 juli 2019. Vier seizoenen met telkens acht afleveringen zijn beschikbaar op Amazon Prime. 
Sinds 2023 is er ook een spin-off genaamd Gen V.

## Verhaal
Superhelden zijn zeer populair in de Verenigde Staten en verdienen miljoenen dollars via hun werkgever Vought International voor hun diensten. In werkelijkheid vertonen enkele superhelden, die zich verheven voelen boven de mensheid, misdadig gedrag. Billy Butcher en zijn team 'The Boys' trachten de corruptie en misdaden van Vought te ontmaskeren en de slechte superhelden te elimineren. Hugh Campbell, wiens vriendin is gedood door een lid van Voughts belangrijkste heldenteam The Seven, sluit zich aan bij het verzetsteam.

## Rolverdeling
| Acteur               | Nederlandse stem    | Personage                            | Notitie                                                            |
| -------------------- | ------------------- | ------------------------------------ | ------------------------------------------------------------------ |
| Karl Urban           | Oscar Siegelaar     | Billy Butcher                        | Leider van The Boys, voormalig lid van de SAS en CIA               |
| Antony Starr         | Ruben Lürsen        | Homelander                           | Leider van The Seven                                               |
| Jack Quaid           | Alex van Bergen     | Hughie Campbell                      | Nieuw lid van The Boys                                             |
| Erin Moriarty        | Roos van Erkel      | Annie January (Starlight)            | Nieuw lid van The Seven                                            |
| Jessie T. Usher      | Juliann Ubbergen    | Reggie Franklin (A-Train)            | Lid van The Seven                                                  |
| Laz Alonso           | Juneoer Mers        | Mother's Milk                        | Lid van The Boys                                                   |
| Chace Crawford       | Alexander de Bruijn | Kevin Moskowitz (The Deep)           | Lid van The Seven                                                  |
| Tomer Capone         | Jonathan Demoor     | Frenchie                             | Lid van The Boys                                                   |
| Karen Fukuhara       |                     | Kimiko Miyashiro                     |                                                                    |
| Nathan Mitchell      |                     | Black Noir                           | Lid van The Seven                                                  |
| Dominique McElligott | Lottie Hellingman   | Maggie Shaw (Queen Maeve)            | Lid van The Seven                                                  |
| Colby Minifie        | Jeske van de Staak  | Ashley Barrett                       |                                                                    |
| Claudia Doumit       | Keoma Aidhen        | Victoria Neuman                      |                                                                    |
| Laila Robins         |                     | Grace Mallory                        | Voormalig directeur bij de CIA                                     |
| Aya Cash             | Leonoor Koster      | Stormfront                           | Nieuw lid van The Seven, voorheen gekend als Liberty en nazi-adept |
| Katy Breier          |                     | Cassandra                            |                                                                    |
| Elisabeth Shue       | Daphne Flint        | Madelyn Stillwell                    | Manager bij Vought                                                 |
| Jensen Ackles        | Has Drijver         | Soldier Boy                          | Voormalig leider van The Seven                                     |
| Giancarlo Esposito   | Franklin Brown      | Stan Edgar                           | Baas van Vought                                                    |
| Simon Pegg           | Huub Dikstaal       | Hugh Campbell                        | vader van Hughie Campbell                                          |
| Paul Reiser          |                     | The Legend                           | voormalig medewerker van Vought                                    |
| Cameron Brovetti     | Sil van der Zwan    | Ryan Butcher                         | zoon van Homelander en Becca                                       |
| Susan Heyward        | Danique Graanoogst  | Jessica "Sage" Bradley / Sister Sage | Nieuw lid van The Seven, met superintelligentie                    |
| Valorie Curry        | Kirsten Fennis      | Misty Tucker Gray / Firecracker      | Nieuw lid van The Seven, met een wrok tegen Starlight              |
| Jeffrey Dean Morgan  |                     | Joe Kessler                          | CIA officier met een geschiedenis met Butcher                      |

## Afleveringen

### Seizoen 1
Dit seizoen bestaat uit acht afleveringen die uitgebracht zijn op 26 juli 2019.
| Nr. | Titel                         | Regie            | Scenario                                    |  |
| --- | ----------------------------- | ---------------- | ------------------------------------------- |  |
| 1   | The Name of the Game          | Dan Trachtenberg | Eric Kripke                                 |  |
| 2   | Cherry                        | Matt Shakman     | Eric Kripke                                 |  |
| 3   | Get Some                      | Philip Sgriccia  | George Mastras                              |  |
| 4   | The Female of the Species     | Fred Toye        | Craig Rosenberg                             |  |
| 5   | Good for the Soul             | Stefan Schwartz  | Anne Cofell Saunders                        |  |
| 6   | The Innocents                 | Jennifer Phang   | Rebecca Sonnenshine                         |  |
| 7   | The Self-Preservation Society | Dan Attias       | Craig Rosenberg en Ellie Monahan            |  |
| 8   | You Found Me                  | Eric Kripke      | Anne Cofell Saunders en Rebecca Sonnenshine |  |

### Seizoen 2
Dit seizoen bestaat uit acht afleveringen die uitgebracht zijn tussen 4 september 2020 en 9 oktober 2020.
| Nr. | Titel                                           | Regie           | Scenario            |  |
| --- | ----------------------------------------------- | --------------- | ------------------- |  |
| 1   | The Big Ride                                    | Phil Sgriccia   | Eric Kripke         |  |
| 2   | Proper Preparation and Planning                 | Liz Friedlander | Rebecca Sonnenshine |  |
| 3   | Over the Hill with the Swords of a Thousand Men | Steve Boyum     | Craig Rosenberg     |  |
| 4   | Nothing Like It in the World                    | Fred Toye       | Michael Saltzman    |  |
| 5   | We Gotta Go Now                                 | Batan Silva     | Ellie Monahan       |  |
| 6   | The Bloody Doors Off                            | Sarah Boyd      | Anslem Richardson   |  |
| 7   | Butcher, Baker, Candlestick Maker               | Stefan Schwartz | Craig Rosenberg     |  |
| 8   | What I Know                                     | Alex Graves     | Rebecca Sonnenshine |  |

### Seizoen 3
Dit seizoen bestaat uit acht afleveringen die uitgebracht zijn tussen 3 juni 2022 en 8 juli 2022.
| Nr. | Titel                                       | Regie         | Scenario                        |  |
| --- | ------------------------------------------- | ------------- | ------------------------------- |  |
| 1   | Payback                                     | Phil Sgriccia | Craig Rosenberg                 |  |
| 2   | The Only Man In The Sky                     | Phil Sgriccia | David Reed                      |  |
| 3   | Barbary Coast                               | Julian Holmes | Anslem Richardson en Geoff Aull |  |
| 4   | Glorious Five-Year Plan                     | Julian Holmes | Meredith Glynn                  |  |
| 5   | The Last Time to Look on This World of Lies | Nelson Cragg  | Ellie Monahan                   |  |
| 6   | Herogasm                                    | Nelson Cragg  | Jessica Chou                    |  |
| 7   | Here Comes a Candle to Light You to Bed     | Sarah Boyd    | Paul Grellong                   |  |
| 8   | The Instant White-Hot Wild                  | Sarah Boyd    | Logan Ritchey en David Reed     |  |

### Seizoen 4
Dit seizoen bestaat opnieuw uit 8 afleveringen. De afleveringen worden uitgebracht tussen 13 juni 2024 en 18 juli 2024.
| Nr. | Titel                               | Regie             | Scenario                   |  |
| --- | ----------------------------------- | ----------------- | -------------------------- |  |
| 1   | Department of Dirty-Tricks          | Phil Sgriccia     | David Reed                 |  |
| 2   | Life Among the Septics              | Karen Gaviola     | Jessica Chou               |  |
| 3   | We'll Keep the Red Flag Flying Here | Fred Toye         | Ellie Monahan              |  |
| 4   | Wisom of the Ages                   | Phil Sgriccia     | Geoff Aull                 |  |
| 5   | Beware the Jabberwock, My Son       | Shana Stein       | Judalina Neira             |  |
| 6   | Dirty Business                      | Karen Gaviola     | Anslem Richardson          |  |
| 7   | The Insider                         | Catriona McKenzie | Paul Grellong              |  |
| 8   | Assassination Run                   | Eric Kripke       | Jessica Chou en David Reed |  |

## Productie
The Boys is de tv-adaptatie van de gelijknamige Amerikaanse stripreeks die tussen 2006 en 2012 werd gepubliceerd door Garth Ennis. In november 2017 bestelde Amazon het eerste seizoen van acht afleveringen. Producenten zijn Seth Rogen en Evan Goldberg. Hoofdscenarist is Eric Kripke.

## Ontvangst
Trouw sprak van een "gitzwarte superheldensatire" en dat de recensies lovend zijn. Het Nieuwsblad noemde het derde seizoen van The Boys "nóg gewelddadiger, nóg cynischer, nóg verknipter… en nóg grappiger". Humo meldde over The Boys dat het "veel intelligenter is dan de ingewanden en ontplofte piemels laten vermoeden". Een journalist in De Morgen verklaarde de serie een "guilty pleasure" dat wel "geen tv voor iedereen" is.